# アイウトン・クレナッキ
アイウトン・クレナッキ（ ミナスジェライス州 、1953年）として知られるアイウトン・アウヴェス・ラセルダ・クレナッキは、 ブラジル先住民の人権活動家、環境保護活動家、思想家、作家。ブラジル先住民運動を率いるリーダーの一人として、国内外で精力的に活動する。クレナッキ族出身。 

## バイオグラフィー
1953年、ミナス・ジェライス州を流れるドッスィ河の中流域に生まれる。 17歳のとき家族とともにパラナ州に引っ越し、そこで読み書きを学んだ後、ジャーナリストとなる。 
1980年代から、先住民運動に尽力する。 1985年、先住民族の文化を促進することを目的としたNGO 先住民文化センター（Núcleo de Cultura Indígena）を設立。1986年、新しいブラジル憲法（1988年施行）制定のために国会で開催された国民憲法会議に参加。1987年、憲法会議における演説中に、ジェニパポという植物から採取される黒い液を顔面に塗りつけるパフォーマンスを行い、広く認知される。ブラジル先住民の伝統的習慣では、彼らの人権が蹂躙されたときの抗議パフォーマンスとみなされている。 
1988年、ブラジル先住民の利益追求を目的とする先住民族連合（União dos Povos Indígenas）の発足に参加。 
1989年、ゴム ラテックスなど森林から採取される製品を通じて経済的自立を可能とするアマゾン地域に自然保護区を擁立することを目的とした団体、森林民族同盟（Aliança dos Povos da Floresta）に参加。   
その後ミナス・ジェライス州に戻り、先住民文化センターの活動に専念。 1998年から、州内のセッハ・ド・シポー地域で、アイウトン・クレナッキが考案した「先住民文化と踊りのフェスティバル」を開催し、先住民部族間の絆を深めている。 
1999年、アイウトン・クレナッキ著の物語「出会いからの永遠の帰還（O Eterno Retorno do Encontro）」が、アダウト・ノヴァエス（Adauto Novaes）編纂の本「西洋の対岸（A Outra Margem do Ocidente）」として出版される。 
2000年、TV Escolaが制作したドキュメンタリー番組「ブラジルの先住民（Índios no Brasil）」に主演し、メインナレーターとして登場人物と対話を繰り広げる。番組は10のパートに分かれており、アイデンティティ、言語、習慣、伝統、植民地化、白人との接触、土地をめぐる争い、自然との融合、20世紀末までに先住民が手にした権利について紹介している。  
2014年、リオデジャネイロで開催された国際セミナー「ガイアにおける1000の名前（Os Mil Nome de Gaia）」のスピーカーとして登壇。国立博物館の人類学者エドゥアルド・ヴィヴェイロス・デ・カストロ（Eduardo Viveiros de Castro）と、リオPUC大学の哲学者デボラ・ダノウスキ（Deborah Danowski）が主宰した。2015年、1984年〜2013年の期間に行われたアイウトン・クレナッキのインタビュー集が、Azougue Editorialから出版される。 
2016年2月、 ジュイス・ヂ・フォーラ連邦大学 （UFJF）はアイウトン・クレナッキに名誉博士号を授与し、先住民の人権とブラジルの環境保護のために闘う重要性を認めた。アイウトンは同大学の専門コースで、「先住民文化と歴史」および「伝統知の美術工芸」について教えている。   
2016年11月、社会環境基金（Socioambiental Institute）は同年9月に行われたアイウトン・クレナッキへのインタビューをウェブサイトに公開した。そのインタビューは、2015年11月にミナス・ジェライス州マリアーナ市で発生したブラジル史上最悪の環境犯罪に関するもので、ブラジルの資源開発大手ヴァーリ社（Vale）と英豪系BHPビリトン（BHP Billiton）の合弁企業サマルコ（Samarco）が運営する鉱山で起きたダム決壊事故では19人が死亡し、クレナッキ族が暮らすドッスィ河流域の生態系が壊滅状態となった。アイウトン・クレナッキによれば、ダム決壊はアクシデント（事故）ではなくインシデント（事件）だった。「マリアーナで起きた〈アクシデント〉について質問されるとき、わたしは〈アクシデント〉ではなかったと答える。あれは、環境ライセンスシステムの不具合、不機能がもたらした〈インシデント〉だった」。   
ドッシィ河流域の天然資源開発における資本主義的手法について、マリアーナで起きたダム決壊を話題に取り上げるとき、アイウトン・クレナッキは憤慨せずにはいられないと言う。社会環境基金のインタビューで以下のように語っている。「我々がワトゥ（Watu）と呼ぶあの河は、聖なる存在で、個性を持っている。あの河は〈資源〉ではない。 いま、河は意識をなくした状態にいる。そして河岸で暮らす人々もまた、河と同様に意識をなくした状態にいる。とても痛ましいことであり、わたしは憤慨せずにワトゥのことを語ることができない」。 
インタビュー全文は、社会環境基金の本「ブラジル先住民 2011-2015」に収録されている。その中でアイウトン・クレナッキは、ミナス・ジェライス州における先住民の土地の認可をめぐる闘い、先住民の権利、〈白人〉によるブラジルのための政策についても言及している。 
2003年から2010年まで、ミナス・ジェライス州政府の特別顧問として、先住民の問題解決に関わる。現在は、セッハ・ド・シポー地域にある先住民文化センターに従事する。     
ヴァーリ・ド・ヒオ・ドッシィ地域で生まれたアイウトン・クレナッキは現在、セッハ・ド・シポー地域を拠点とし、数々の先住民問題、環境問題に取り組み、先住民に対する差別をなくすべく闘っている。 
ミナス・ジェライス州マリアーナ市で起きたブラジル史上最悪の惨事について、アイウトン・クレナッキは大きな懸念を抱いている。取り返しのつかないミスによって、その土地に暮らしてきた先祖代々の記憶を含む全てが失われてしまった。ドッシィ河を襲った災害によって、ミナス・ジェライス州東部に暮らすクレナッキ族を含む数多くの先住民が甚大な被害を被っている。彼らは漁だけではなく河に依存した暮らしを続けている。

## 刊行物
- 「Ideias para adiar o fim do mundo」 サンパウロ：Companhia das Letras、2019年
  - 『世界の終わりを先延ばしするためのアイディア　人新世という大惨事の中で』国安真奈訳、中央公論新社、2022年。ISBN 4-12-005532-9
- 「明日は売られていない（O amanhã não está à venda ）」サンパウロ：Companhia das Letras、2020年